# كلية القيادة والأركان (المملكة المتحدة)
كلية القيادة والأركان للخدمات المشتركة (بالإنجليزية: Joint Services Command and Staff College)، والمعروفة اختصارًا ب JSCSC، هي مؤسسة أكاديمية عسكرية بريطانية تضطلع بتوفير التدريب والتعليم للضباط المحترفين وذوي الخبرة في صنوف القوات المسلحة البريطانية، وتشمل البحرية الملكية والجيش سلاح الجو الملكي والخدمات المدنية لوزارة الدفاع البريطانية والضباط البريطانيين العاملين في الدول الأخرى.

## لمحة تاريخية
تشكلت الكلية في عام 1997 من خلال دمج الكلية البحرية الملكية وكلية الدفاع للخدمة المشتركة في غرينتش، وكلية الأركان في كامبرلي، وكلية أركان القوات الجوية الملكية في براكنيل. تأسست الكلية بداية في براكنيل، ومن ثم انتقلت إلى منشأة خاصة بها أنشأت لهذا الغرض على حرم أكاديمية الدفاع البريطانية في واتشفيلد في أوكسفوردشاير في عام 2000.

## القيادة والتنظيم والبرامج الدراسية في الكلية
تعتبر كلية القيادة والأركان جزء من أكاديمية الدفاع البريطانية، وقائد الكلية عضو كامل في مجلس إدارة الأكاديمية، وهو المسؤول الأول أمام مدير الأكاديمية. يُعيَّن قائد الكلية من الضباط الكبار المنتمين لإحدى الصنوف العسكرية الثلاثة، البرية أو البحرية أو الجوية، الحاملين لرتبة النجمتين، وهي من الرتب المعتمدة ضمن تصنيف الرتب في حلف شمال الأطلسي (الناتو) وأيضًا في جيوش أخرى، وتعادل رتبة اللواء أو نائب المارشال الجوي أو الأدميرال البحري. كما يتم تمثيل كل كلية من الكليات المكونة لكلية القيادة والأركان بقائد مساعد لقائد الكلية ويكون من الضباط الكبار الحاملين لرتبة النجمة الواحدة، بحيث يكون كل واحد من القادة المساعدين لقائد كلية القيادة والأركان مسؤول عن شؤون الكلية التي يمثلها.

شارة رتبة جنرال يحمل نجمتين في حلف الناتو

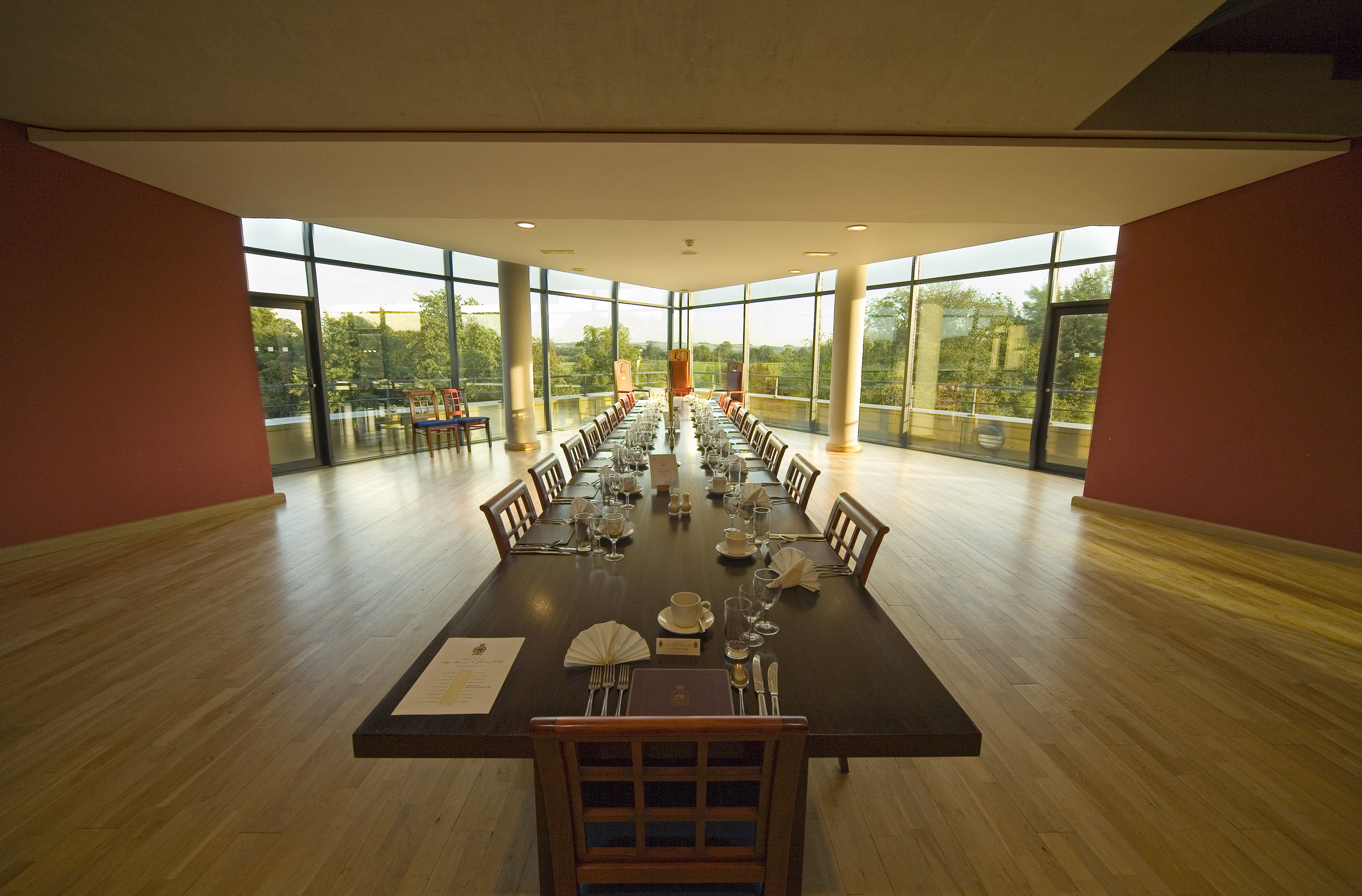
لقطة من داخل كلية القيادة والأركان

## البرامج الدراسية
منذ العام 2016، والكلية تقدم عدد من البرامج الدراسية، ومنها:
- دورة القيادة والأركان العليا: تستهدف حاملي رتب المستوى OF-6 (وهي رتب العميد والعميد البحري) أو رتب المستوى OF-5 (وهي رتب العقيد والعقيد البحري ونقباء المجموعات)
- دورة القيادة والأركان المتقدمة: تستهدف حاملي رتب المستوى OF-4 (وهي رتب المقدم، وقيادات الأجنحة).
- دورة القيادة والأركان المتوسطة: تستهدف حاملي رتب المستوى OF-3 (وهي رتب الرائد وقادة أسراب).

### فيما يخص البحرية الملكية
دورة القيادة والأركان المتوسطة (لضباط البحرية): تستهدف حاملي رتب ملازم أول، ملازم، والموظفين المدنيين في البحرية.
عناصر الدورة:
- القيادة والإدارة والأخلاق والسلوك العسكري
- مهارات الموظفين والاتصال، بما في ذلك الكتابات الدفاعية
- الدراسات الاستراتيجية: البيئة الدولية وإدارة الدفاع في المملكة المتحدة
- الدراسات البحرية: الإستراتيجية، البيئة، القدرات، والبحرية الملكية
- الدراسات المشتركة: القدرات والبيئة والعمليات المشتركة والمختلطة.[3]
- دورة القيادة والأركان المتوسطة (قوات الاحتياط البحرية).[3]
- دورة الحرب البرمائية المتقدمة.[4]

### فيما يخص الجيش
دورة القيادة والأركان المتوسطة (البرية): تستهدف قادة الجيش والبحرية الملكية، والموظفين المدنيين في الجيش.
عناصر الدورة:
- مهارات الموظفين والاتصال
- القيادة والإدارة
- التأثيرات العالمية على الدفاع
- الإدارة العليا للدفاع والجيش
- المعدات والإمكانيات العسكرية
- الحرب البرية - بما في ذلك التخطيط على مستوى التشكيل والمساعدة العسكرية لتحقيق الاستقرار والتنمية [5]
- دورة القيادة والأركان المتوسطة (قوات الاحتياط البرية)[6]

### فيما يخص القوات الجوية
دورة القيادة والأركان المتوسطة (الجوية): تستهدف قادة الأسراب والموظفين المدنيين في القوات الجوية
عناصر الدورة:
- مقدمة
- القوة الجوية والفضائية
- السياق الاستراتيجي
- القتال والتخطيط
- القيادة والقيادة والإدارة[7]

## الشعار
اعتمدت الكلية طائر الغاق كشعار لها وهو رمز لجميع صنوف القوات المسلحة الثلاثة. وهو أكبر طائر بحري في بريطانيا، يطير ويسبح على سطح البحر ويصطاد أسماكه من تحت الماء، ومع ذلك يبني أعشاشه على اليابسة في المنحدرات أو في الأشجار على ضفاف النهر. تم اشتقاق طائر الغاق كشعار للكلية من شعار كلية الدفاع للخدمة المشتركة. تسمى رابطة خريجي الكلية، وخريجي دورة القيادة العليا والأركان، ودورة القيادة والأركان المتقدمة وموظفي الكلية، باسم نادي الغاق.

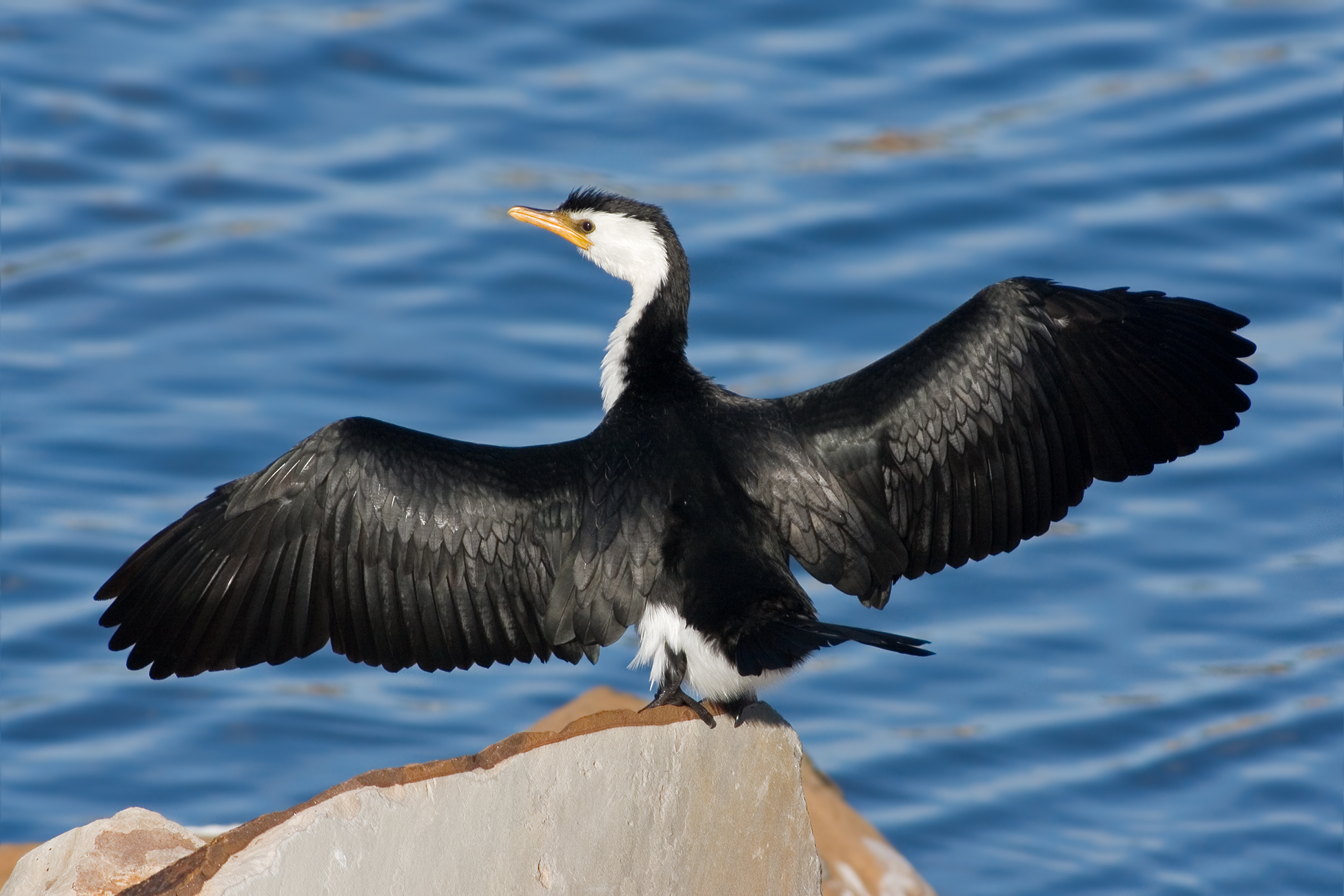
طائر الغاق شعار كلية القيادة والأركان البريطانية

## قادة الكلية منذ تأسيسها
تعاقب على قيادة الكلية منذ تأسيسها القادة التالية أسمائهم:
- 1 سبتمبر 1997 اللواء تي جيه جرانفيل تشابمان
- 4 يناير 2000 نائب المارشال الجوي بي كي باريدج
- 28 يناير 2002 الأدميرال آق جي ليبيت
- 3 مارس 2003 اللواء جي ماكول
- 1 مارس 2004 اللواء إن آر باركر
- يوليو 2005 نائب المارشال الجوي إن دي إه مادوكس
- 4 سبتمبر 2007 الأدميرال إن موريسيتي
- 8 أكتوبر 2009 اللواء جي بينز
- 2 سبتمبر 2010 نائب المارشال الجوي آر لوك
- 31 أغسطس 2012 الأدميرال جي مورس
- أغسطس 2014 اللواء جي آر فري
- فبراير 2017 نائب المارشال الجوي كريس لاك
- مايو 2019 اللواء أندرو رو.